# Grandes Clássicos DC
Grandes Clássicos DC foi uma publicação da Editora Panini Comics entre Julho de 2005 e Novembro de 2007, onde histórias tidas como marcos importantes da editora DC comics (tantos pelos leitores, mídia especializada em quadrinhos e os próprios editores) foram republicadas em edições encadernadas, e em formato americano.

## Volumes
| N.º | Título                                      | Data de lançamento português | ISBN português |
| --- | ------------------------------------------- | ---------------------------- | -------------- |
| #01 | Os Novos Titãs Volume 1{{{TítuloOriginal}}} | Fevereiro de 2005            | —              |
| \| Esse encadernado mostra o início dessa equipe de heróis juvenis, contadas por Marv Wolfman nos roteiros e George Pérez nos desenhos.[1] \| |                                             |                              |                |
| Publicado originalmente em DC Comics Presents # 26 e New Teen Titans #1 a 4. (1980)                                                           |                                             |                              |                |
| Esse encadernado mostra o início dessa equipe de heróis juvenis, contadas por Marv Wolfman nos roteiros e George Pérez nos desenhos.          |                                             |                              |                |

| N.º | Título                                        | Data de lançamento português | ISBN português |
| --- | --------------------------------------------- | ---------------------------- | -------------- |
| #02 | Mulher-Maravilha Volume 1{{{TítuloOriginal}}} | Maio de 2005                 | —              |
| \| Após a Crise nas Infinitas Terras, toda a cronologia da Mulher-Maravilha (assim como a de outros heróis) foi zerada. George Pérez foi o responsável por recontar a origem da amazona[3]. \| |                                               |                              |                |
| Publicado originalmente em Wonder Woman #1 a 7 |                                               |                              |                |
| Após a Crise nas Infinitas Terras, toda a cronologia da Mulher-Maravilha (assim como a de outros heróis) foi zerada. George Pérez foi o responsável por recontar a origem da amazona.          |                                               |                              |                |

| N.º | Título                            | Data de lançamento português | ISBN português |
| --- | --------------------------------- | ---------------------------- | -------------- |
| #03 | Batman Ano Um{{{TítuloOriginal}}} | Julho de 2005                | —              |
| \| De modo semelhante ao da Mulher-Maravilha, a cronologia do homem-morcego foi reiniciada logo após Crise nas infinitas terras. Frank Miller escreve os roteiros, e David Mazzucchelli desenha.[4] \| |                                   |                              |                |
| Publicado riginalmente em Batman #404 a 407 |                                   |                              |                |
| De modo semelhante ao da Mulher-Maravilha, a cronologia do homem-morcego foi reiniciada logo após Crise nas infinitas terras. Frank Miller escreve os roteiros, e David Mazzucchelli desenha.          |                                   |                              |                |

| N.º | Título                                         | Data de lançamento português | ISBN português |
| --- | ---------------------------------------------- | ---------------------------- | -------------- |
| #04 | Batman - Contos do Demônio{{{TítuloOriginal}}} | Outubro de 2005              | —              |
| \| As primeiras aparições de Ra's Al Ghul e Talia al Ghul, feitas por Dennis O'Neil nos argumentos e Neal Adams nos desenhos.[6] \| |                                                |                              |                |
| Publicado originalmente em Detective Comics #411, 485, 489, 490, Batman #232, 235, 240, 242 a 444 e DC Special Series #15.          |                                                |                              |                |
| As primeiras aparições de Ra's Al Ghul e Talia al Ghul, feitas por Dennis O'Neil nos argumentos e Neal Adams nos desenhos.          |                                                |                              |                |

| N.º | Título                                        | Data de lançamento português | ISBN português |
| --- | --------------------------------------------- | ---------------------------- | -------------- |
| #05 | Os Novos Titãs - Volume 2{{{TítuloOriginal}}} | Novembro de 2005             | —              |
| \| O segundo volume das primeiras edições do título dos Novos Titãs, feitos pela dupla Wolfman/Pérez. \| |                                               |                              |                |
| Publicado originalmente em The New Teen Titans #5 ao 8                                                   |                                               |                              |                |
| O segundo volume das primeiras edições do título dos Novos Titãs, feitos pela dupla Wolfman/Pérez.       |                                               |                              |                |

| N.º | Título                                                         | Data de lançamento português | ISBN português |
| --- | -------------------------------------------------------------- | ---------------------------- | -------------- |
| #06 | Lanterna Verde & Arqueiro Verde - Volume 1{{{TítuloOriginal}}} | Março de 2006                | —              |
| \| Nessa edição, uma abordagem realista nas HQs de super-heróis é contada por Dennis O'Neil e Neal Adams, mostrando a viagem de Arqueiro Verde e Lanterna Verde pelos Estados Unidos. \| |                                                                |                              |                |
| Publicada originalmente em Green Lantern #76 ao 82. |                                                                |                              |                |
| Nessa edição, uma abordagem realista nas HQs de super-heróis é contada por Dennis O'Neil e Neal Adams, mostrando a viagem de Arqueiro Verde e Lanterna Verde pelos Estados Unidos.       |                                                                |                              |                |

| N.º                                                                                                  | Título                                                         | Data de lançamento português | ISBN português |
| --- | -------------------------------------------------------------- | ---------------------------- | -------------- |
| #07                                                                                                  | Lanterna Verde & Arqueiro Verde - Volume 2{{{TítuloOriginal}}} | Junho de 2006                | —              |
| \| A parte final da fase que marcou a sua época, ao abordar temas como racismo e o uso de drogas. \| |                                                                |                              |                |
| Publicado originalmente em Green Lantern #83 ao 87, #89, Flash #217 ao 219 e #226.                   |                                                                |                              |                |
| A parte final da fase que marcou a sua época, ao abordar temas como racismo e o uso de drogas.       |                                                                |                              |                |

| N.º                                                                            | Título                                           | Data de lançamento português | ISBN português |
| ------------------------------------------------------------------------------ | ------------------------------------------------ | ---------------------------- | -------------- |
| #08                                                                            | Superman: As Quatro Estações{{{TítuloOriginal}}} | Julho de 2006                | —              |
| \| Jeph Loeb e Tim Sale contam meses decisivos na vida do jovem Clark Kent. \| |                                                  |                              |                |
| Publicado originalmente em Superman for All Seasons #1 ao 4.                   |                                                  |                              |                |
| Jeph Loeb e Tim Sale contam meses decisivos na vida do jovem Clark Kent.       |                                                  |                              |                |

| N.º | Título                         | Data de lançamento português | ISBN português |
| --- | ------------------------------ | ---------------------------- | -------------- |
| #09 | Alan Moore{{{TítuloOriginal}}} | Outubro de 2006              | —              |
| \| edição encadernada com todas as histórias que o escritor britânico Alan Moore já fez pela editora. \| |                                |                              |                |
| Publicado originalmente em Action Comics #583, Batman Annual #11, Batman: The Killing Joke, DC Comics Presents #85, Detective Comics #549 e #550, Green Lantern #188, The Omega Men #26 e #27, Secret Origins #10, Superman #423, Tales of the Green Lanter Corps Annual #2 e #3, Superman Annual #11 e Vigilante #17 e #18 |                                |                              |                |
| edição encadernada com todas as histórias que o escritor britânico Alan Moore já fez pela editora. |                                |                              |                |

| N.º                                                                           | Título                     | Data de lançamento português | ISBN português |
| ----------------------------------------------------------------------------- | -------------------------- | ---------------------------- | -------------- |
| #10                                                                           | Lendas{{{TítuloOriginal}}} | Abril de 2007                | —              |
| \| Roteiros: John Ostrander e Len Wein, e arte de John Byrne e Karl Kesel. \| |                            |                              |                |
| Publicado originalmente em Legends 1-6                                        |                            |                              |                |
| Roteiros: John Ostrander e Len Wein, e arte de John Byrne e Karl Kesel.       |                            |                              |                |

| N.º | Título                                | Data de lançamento português | ISBN português |
| --- | ------------------------------------- | ---------------------------- | -------------- |
| #11 | Batman: O Messias{{{TítuloOriginal}}} | Setembro de 2007             | —              |
| \| Roteiro: Jim Starlin, Arte: Bernie Wrightson, Cores: Bill Wray. Batman acorda nos esgotos de Gotham City subjugado pelo Diácono Joseph Blackfire (líder de uma seita que vem arregimentando os mendigos e desesperados da cidade para assassinar criminosos) que está articulando um plano para ganhar a confiança do povo e, em seguida, tomar a cidade. \| |                                       |                              |                |
| Publicado originalmente em Batman: The Cult 1 a 4. |                                       |                              |                |
| Roteiro: Jim Starlin, Arte: Bernie Wrightson, Cores: Bill Wray. Batman acorda nos esgotos de Gotham City subjugado pelo Diácono Joseph Blackfire (líder de uma seita que vem arregimentando os mendigos e desesperados da cidade para assassinar criminosos) que está articulando um plano para ganhar a confiança do povo e, em seguida, tomar a cidade.       |                                       |                              |                |

| N.º | Título                               | Data de lançamento português | ISBN português |
| --- | ------------------------------------ | ---------------------------- | -------------- |
| #12 | Odisséia Cósmica{{{TítuloOriginal}}} | Novembro de 2007             | —              |
| \| Uma obra de Jim Starlin (roteiro) e Mike Mignola (arte), Darkseid une forças com Superman, Batman, Lanterna Verde, Caçador de Marte e Estelar para enfrentar um grande inimigo. \| |                                      |                              |                |
| Publicado originalmente em Cosmic Odyssey #01, 02, 03 e 04 |                                      |                              |                |
| Uma obra de Jim Starlin (roteiro) e Mike Mignola (arte), Darkseid une forças com Superman, Batman, Lanterna Verde, Caçador de Marte e Estelar para enfrentar um grande inimigo.       |                                      |                              |                |